# Paride ed Elena
Paride ed Elena (títol original en italià, Paris i Elena) és un dramma per musica en cinc actes amb música de Christoph Willibald Gluck, la tercera de les seves òperes de reforma italianes, posterior a Orfeu ed Euridice i Alceste. Com les seves predecessores, el llibret va ser escrit per Ranieri de' Calzabigi. Es va representar per primera vegada al Burgtheater de Viena el 3 de novembre de 1770.

## Argument
Esparta abans de la guerra de Troia. L'heroi Paris és a Esparta, havent triat a Venus abans que a Juno i Minerva, fent sacrificis a Venus i buscant, amb l'ajuda d'Erasto, l'amor d'Elena. Paris i Elena es troben al palau reial d'ella i queden impressionats cadascun per la bellesa de l'altre. Ella el requereix perquè jutgi una competició atlètica, i quan li demanen que canti, ho fa lloant la seva bellesa, admetent que el propòsit de la seva visita era conquistar el seu amor. Ella l'acomiada. En la seva desesperació, Paris comença a pregar-li, i ella comença a cedir. Amb el temps, a través de la intervenció d'Erasto, qui ara revela que és Cupido, ella es lliura, però Atena (Minerva) ara els adverteix del dolor que vindrà. En l'última escena Paris i Elena es preparen per embarcar cap a Troia.

## Representacions
Es va estrenar al Burgtheater de Viena el 3 de novembre de 1770. Tot i el talent del reconegut castrat soprano Giuseppe Millico com a Paris, els crítics van reaccionar negativament amb l'òpera pel seu «gust desigual» i per ser una «mica estranya».

## Anàlisi musical
Paride ed Elena és la tercera i última de les òperes italianes de Gluck, anomenades "òperes de reforma", realitzades per a Viena, després d'Orfeu ed Euridice i Alceste, i la menys representada de les tres. Entre les àries d'aquesta òpera que han guanyat independència com a peces de concert hi han la declaració d'amor de Paris, en to menor, O del mio dolce ardor (Oh, del meu dolç amor), en el primer acte. La segona ària és Spiagge amate (Estimades costes). En el segon acte, de nou en clau menor, Paris tem que perdrà a Elena a Le belle immagini (El bell semblant) i a la cambra preferiria la mort abans que viure sense Elena, Di te scordarmi, e vivere (Oblidar-te i viure). El paper de Paris ofereix la dificultat de trobar un cantant apropiat, doncs es va escriure per a una veu de castrato bastant alta. Les àries de Paris s'han adaptat per a veu de tenor, amb transposicions a una octava inferior, o apropiadament per a sopranos i mezzosopranos.

## Enregistraments
- Magdalena Kožená (Paride), Susan Gritton (Elena), Carolyn Sampson (Amore), Gillian Webster (Pal·las/Un troyano); Gabrieli Consort & Players, Paul McCreesh (Deutsche Grammophon Archiv, 2005).